# Jo’aw Kisz
Jo’aw Kisz (hebr.: יואב קיש, ang.: Yoav Kish, Yoav Kisch, ur. 6 grudnia 1968 w Tel Awiwie) – izraelski polityk, od 2015 poseł do Knesetu. Od 2022 minister edukacji Izraela. 

## Życiorys
Jest wnukiem Fredericka Kischa wysokiej rangi oficera British Army oraz działacza syjonistycznego. Urodził się 6 grudnia 1968 w Tel Awiwie.
Służbę wojskową odbywał jako pilot Sił Powietrznych i zakończył w stopniu podpułkownika. Uzyskał MBA na INSEAD w Fontainebleau we Francji. Po zakończeniu kariery wojskowej był pilotem Boeingów 777 w izraelskich liniach lotniczych El Al.
W wyborach w 2015 został wybrany posłem z listy Likudu. W dwudziestym Knesecie przewodniczył komisji spraw wewnętrznych i środowiska oraz podkomisji ds. kosmosu, zasiadał w wielu komisjach i podkomisjach. W wyborach w kwietniu 2019 uzyskał reelekcję.
Po wyborach parlamentarnych w listopadzie 2022, został ministrem edukacji w trzydziestym siódmym rządzie Izraela. 

## Życie prywatne
Żonaty, ma troje dzieci. Mieszka w Ramat Ganie.